# Robert Owen (squash)
Pour les articles homonymes, voir Owen.
Robert Owen, né le 15 juillet 1965 à Birmingham, est un joueur professionnel de squash représentant l'Angleterre. 

## Biographie
Il rencontre Jonah Barrington, alors âgé de 40 ans, alors qu'il n'avait que 15 ans, à une époque où il pratiquait seul à Solihull. Sous sa direction, il devient un des meilleurs juniors britanniques avant d'entamer une carrière professionnelle qui l'amène à un meilleur classement de 19e mondial, carrière qu'il interrompt à l'âge de vingt-six ans, conscient de ses limites. Il étudie pendant 4 ans et obtient un diplôme d'opticien. Il se consacre ensuite au jeu et devient joueur professionnel, pariant sur le cricket en Inde et les courses de chevaux en Australie. Il devient ensuite entraîneur réputé de joueurs comme Paul Coll (l'amenant au 1er rang mondial), Nele Gilis Sarah-Jane Perry, Joel Makin, Nathan Lake, George Parker, ... En 2024, il devient conseiller à la fédération anglaise pour préparer les Jeux olympiques d'été de 2028 où le squash devient sport olympique.